# Pyramus và Thisbe
Pyramus và Thisbe là hai nhân vật trong thần thoại La Mã, câu chuyện tình giữa hai người thực sự rất lãng mạn nhưng cũng có kết cục bi thảm nhất. Câu chuyện được kể bởi Ovid trong tác phẩm Metamorphoses của ông.

## Nội dung

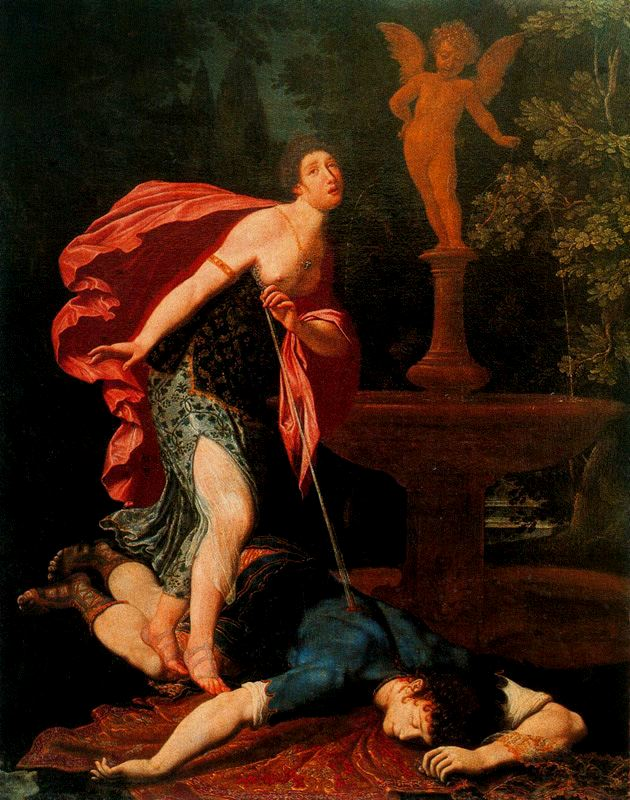
Pyramus và Thisbe của Gregorio Pagani. Thư viện Uffizi.

Pyramus là người đẹp trai nhất thành Babylon còn Thisbe, người bạn thiếu thời với Pyramus, cũng là một cô gái trong sáng, xinh đẹp nhất ở mảnh đất này. Do từ thuở nhỏ cả hai đã gần gũi và là hàng xóm của nhau nên khi trưởng thành cả hai đã phải lòng nhau.
Tuy nhiên, chuyện tình giữa Pyramus và Thisbe bị hai bên cha mẹ kịch liệt phản đối. Họ không bao giờ chấp nhận để Pyramus và Thisbe trở thành vợ chồng. Chính vì tình yêu mãnh liệt bị ngăn cấm, Pyramus và Thisbe quyết định bỏ trốn trong đêm, lúc mọi người con say giấc. Pyramus và Thisbe đã hẹn gặp nhau tại một cánh đồng ở vùng lân cận.
Đêm đó, sau khi bỏ trốn khỏi nhà, Thisbe đã tới chỗ hẹn sớm hơn Pyramus. Và trong lúc chờ đợi người yêu tới, Thisbe ngồi dưới gốc cây dâu tằm, Thisbe nhìn thấy một con sư tử đang tiến tới dòng suối ngay gần đó để uống nước. Sợ hãi trước con mãnh thú cùng hàm răng đầy máu, Thisbe đã vùng chạy trốn vào một hốc đá không xa đó.
Trong lúc hoảng loạn, Thisbe đã để rơi tấm mạng che mặt dưới gốc cây dâu tằm. Khi con sư tử từ từ tới gần, nó đã gậm tấm mạng che mặt của Thisbe trong hàm răng đầy máu. Cũng chính lúc này, Pyramus tới chỗ hẹn. Khi tiến gần về phía cây dâu tằm, Pyramus nhìn thấy cảnh tượng đáng sợ: mạng che mặt của Thisbe nằm dưới những chiếc răng gớm ghiếc của con sư tử. Nghĩ rằng người yêu đã bị con mãnh thú ăn thịt, Pyramus hoàn toàn ngã quỵ. Quá đau đớn, Pyramus đã rút thanh kiếm đeo bên mình, tự sát.
Về phần Thisbe, do quá sợ hãi trước con sư tử, nàng cũng không hay biết chuyện gì xảy ra ở bên ngoài nên vẫn trốn trong hốc đá. Sau một thời gian ẩn nấp, Thisbe mới dám bước ra khỏi hốc đá. Và ngay lập tức cảnh tượng người mình yêu nằm chết với thanh kiếm đâm xuyên ngực đã khiến nàng hoàn toàn suy sụp. Quá tuyệt vọng và đau đớn, Thisbe cũng đã cầm thanh gươm mà Pyramus tự sát để tự kết liễu đời mình.